# Ел Дорејдо (Арканзас)
Ел Дорејдо (енгл. El Dorado) град је у америчкој савезној држави Арканзас.

## Демографија
По попису из 2010. године број становника је 18.884, што је 2.646 (-12,3%) становника мање него 2000. године.
| Група             | 2000.          | 2010.         |
| Белци             | 11.441 (53,1%) | 8.260 (43,7%) |
| Афроамериканци    | 9.512 (44,2%)  | 9.417 (49,9%) |
| Азијати           | 152 (0,7%)     | 160 (0,8%)    |
| Хиспаноамериканци | 224 (1,0%)     | 809 (4,3%)    |
| Укупно            | 21.530         | 18.884        |